# حارة الصديق (لودر)

تعديل مصدري - تعديل

الصديق هي إحدى حارات حي لودر بمدينة لودر التابعة لمحافظة أبين، بلغ تعداد سكانها 1014 نسمة حسب تعداد اليمن لعام 2004.